# 扶绥榕
扶绥榕（学名：Ficus fusuiensis）为桑科榕属的植物，为中国的特有植物。分布于中国大陆的广西等地，生长于海拔300米的地区，一般生于水边、山谷阴处以及林中，目前已由人工引种栽培。